# Cyrtantus

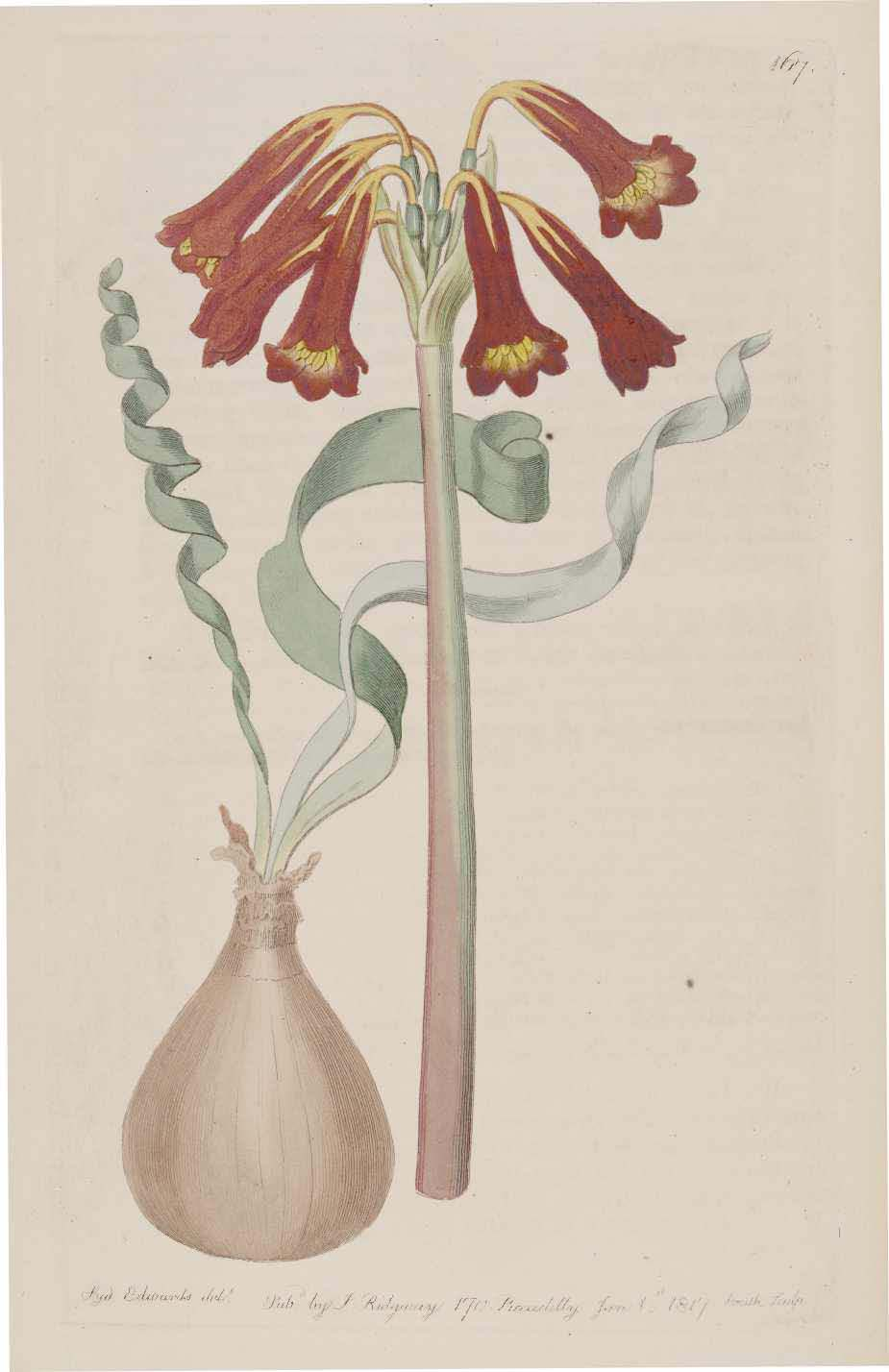
Kresba Cyrtanthus spiralis z roku 1816

Cyrtantus (Cyrtanthus) je rod jednoděložných rostlin z čeledi amarylkovité. Jsou to vytrvalé, stálezelené nebo sezónně zatahující cibuloviny s trávovitými listy a trubkovitými až nálevkovitými květy v okoličnatých květenstvích. Plodem je tobolka. Rod zahrnuje asi 56 druhů a je rozšířen výhradně v subsaharské Africe. Nejvíce druhů roste v jižní Africe (zejména v Kapsku), několik druhů se vyskytuje ve východní a střední tropické Africe.
Řada druhů je ekologicky spojena s periodickými požáry vegetace a některé z nich dokonce bez kontaktu s ohněm nevykvetou. Květy jsou opylovány hmyzem nebo strdimily.
Cyrtantusy jsou pěstovány jako okrasné rostliny. Druh Cyrtanthus elatus (syn. Vallota speciosa) je komerčně pěstován a používán k řezu. Některé druhy mají význam v tradiční africké medicíně. Rostliny obsahují alkaloidy a saponiny a jsou víceméně jedovaté.

## Popis
Cyrtantusy jsou poměrně útlé, zatahující nebo stálezelené cibulovité byliny s trávovitými, čárkovitými až řemenovitými listy. Listy se u zatahujících druhů rozvíjejí v průběhu kvetení nebo až po odkvětu. U některých druhů jsou čepele listů spirálně stočené. Květní stvol je holý a většinou dutý, zakončený chudokvětým až bohatým květenstvím podepřeným 2 volnými listeny. Květy jsou bílé, žluté, oranžové, červené nebo růžové, trubkovité až široce nálevkovité, pravidelné nebo lehce dvoustranně souměrné, vzpřímené, rozestálé nebo svěšené, u řady druhů sladce vonné. Tyčinky jsou přirostlé v korunní trubce. Semeník obsahuje 3 komůrky s mnoha vajíčky a nese přímou nebo zahnutou, na vrcholu buď zřetelně trojklanou nebo celistvou čnělku. Plodem je pouzdrosečná elipsoidní tobolka obsahující mnoho černých, zploštělých semen opatřených nenápadným křídlem.

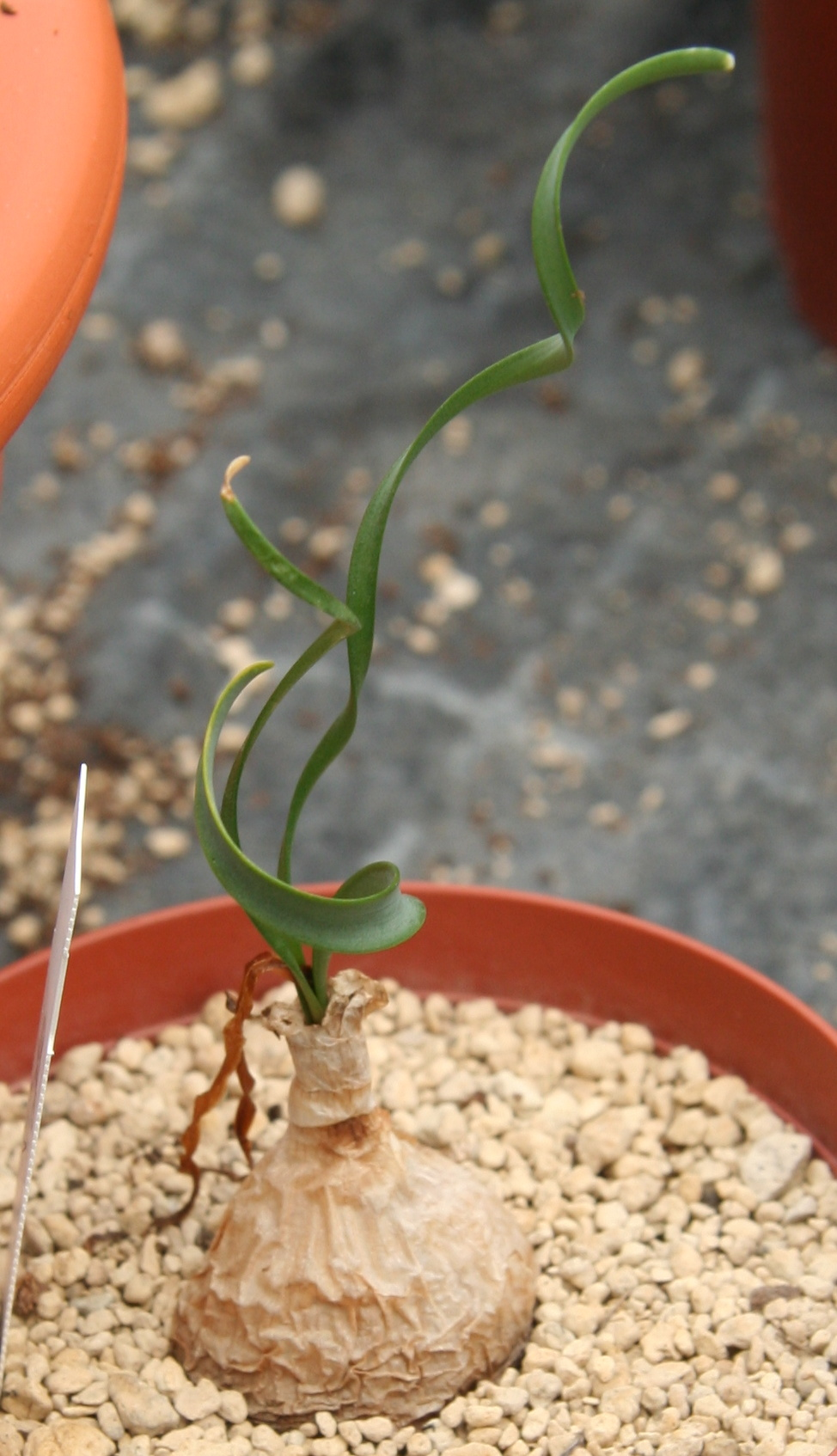
Cyrtanthus smithiae se spirálně stočenými listy
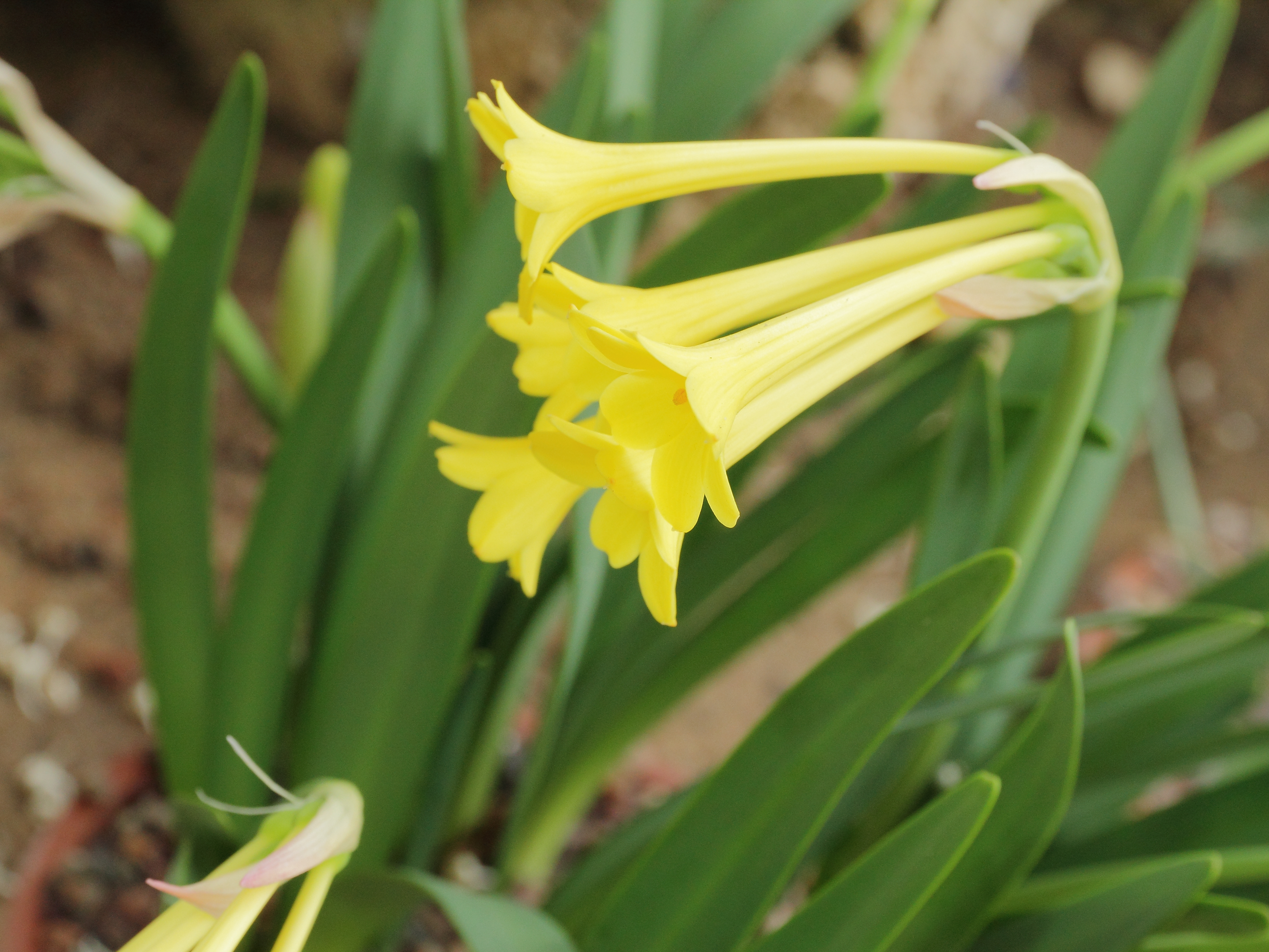
Trubkovité květy Cyrtanthus flanaganii
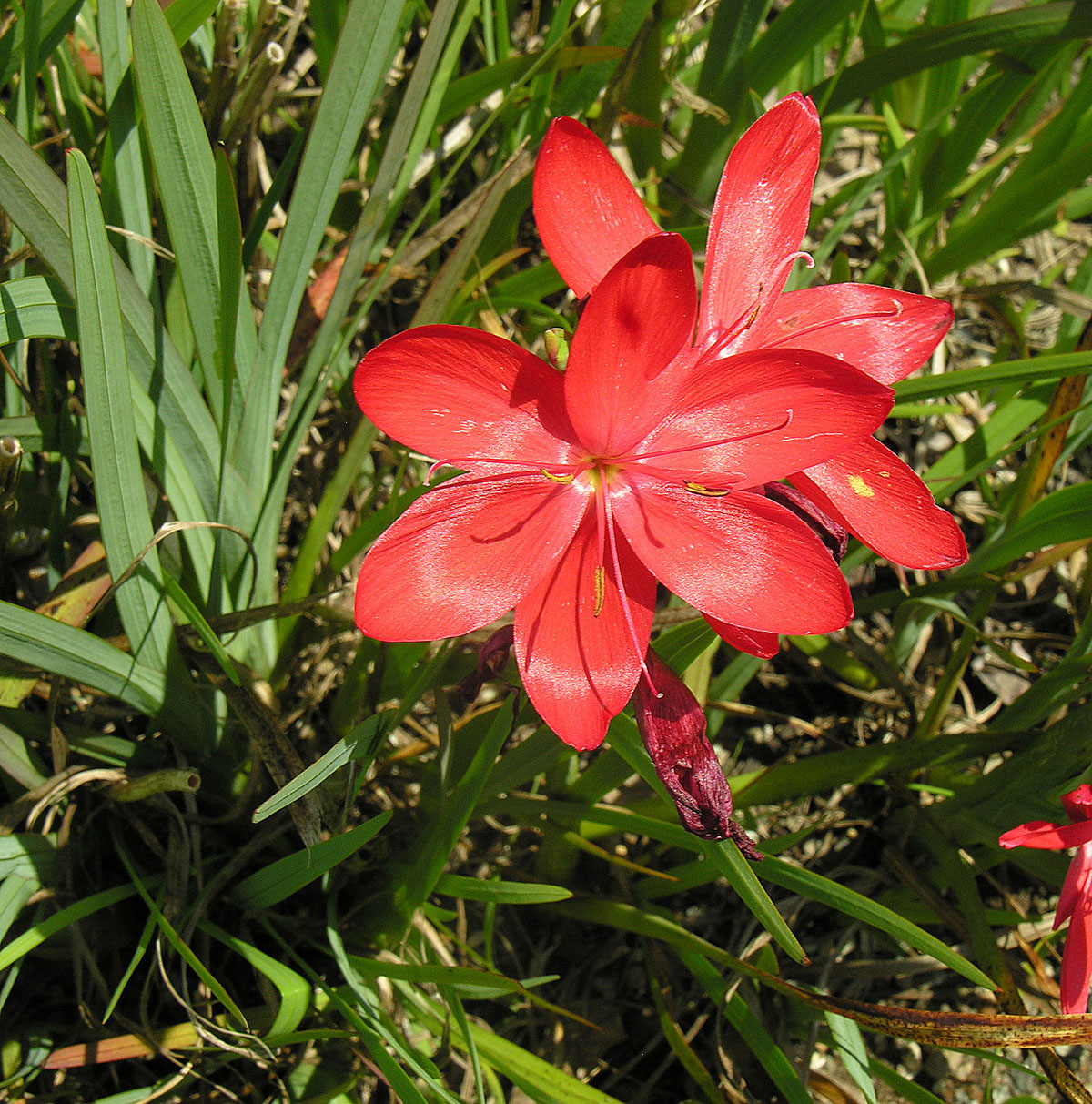
Nálevkovité květy Cyrtanthus sanguineus
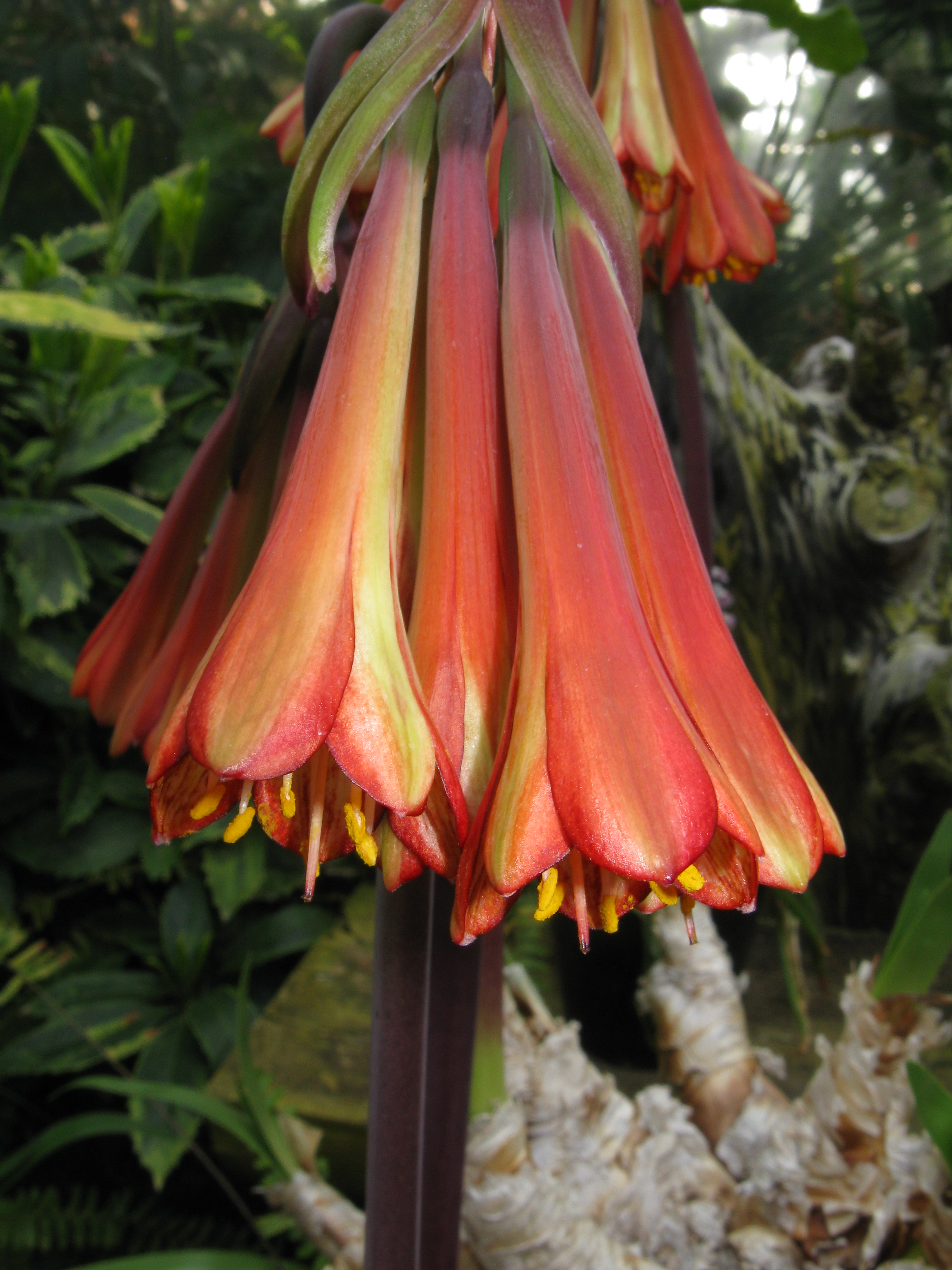
Svěšené květenství Cyrtanthus falcatus
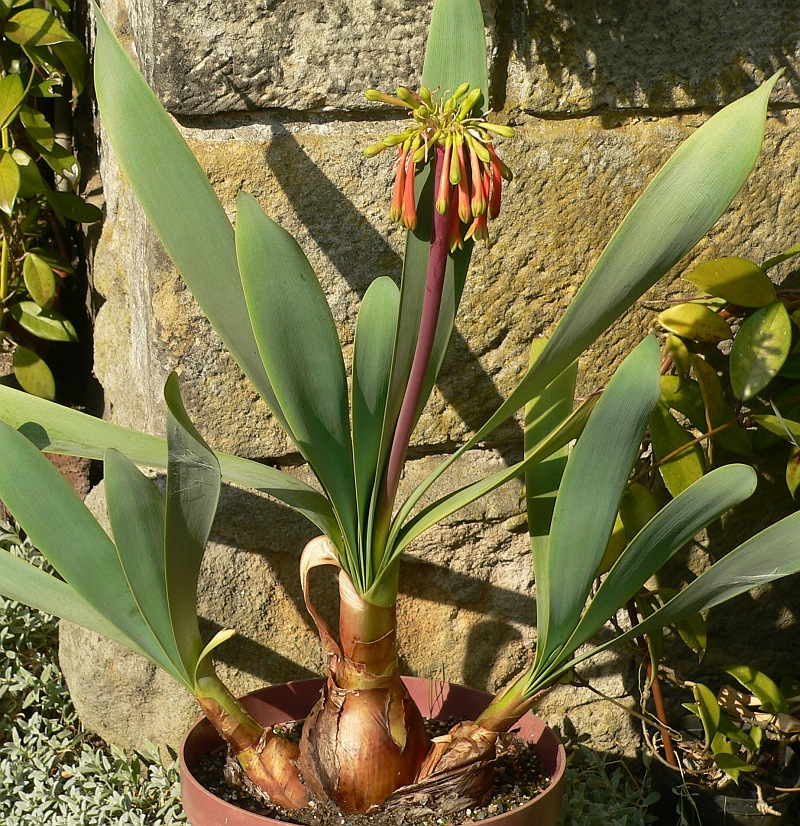
Cyrtanthus herrei
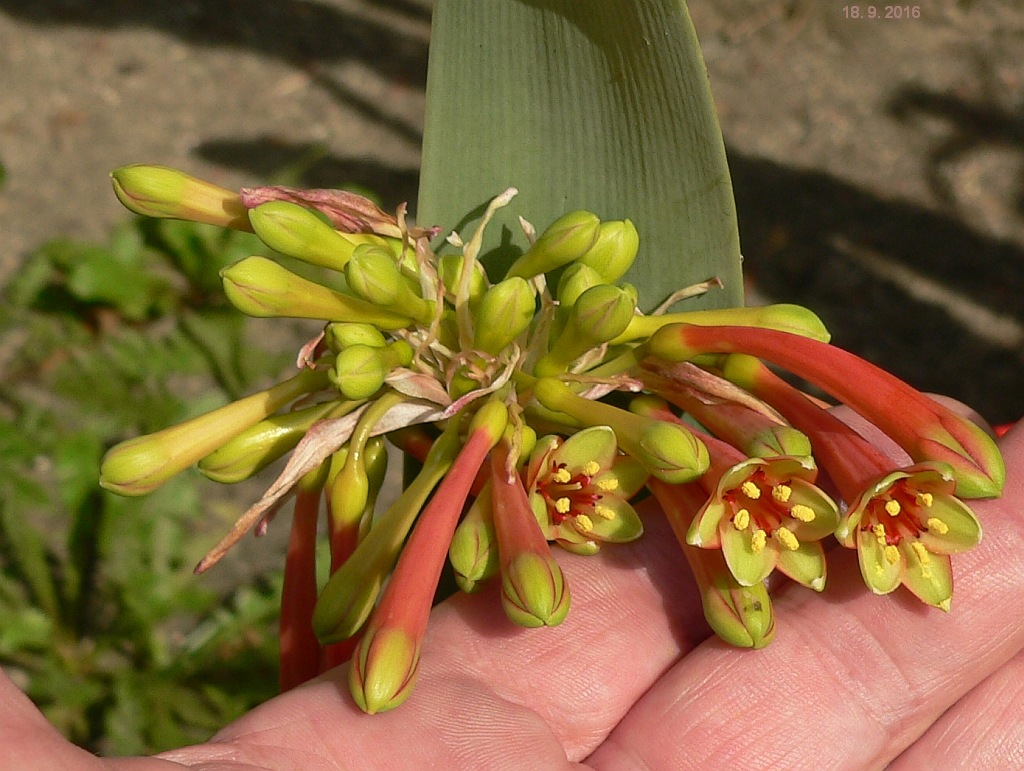
Detail květů Cyrtanthus herrei

## Rozšíření
Rod cyrtantus zahrnuje asi 56 druhů a je rozšířen výhradně v subsaharské Africe. Centrum rozšíření je v jižní Africe, kde představuje druhově nejbohatší rod čeledi amarylkovité. Největší druhová diverzita je v jižních oblastech Východního Kapska. Pouze několik druhů roste ve východní a střední tropické Africe. Rod není zastoupen v Botswaně a Ugandě. Největší areál má Cyrtanthus breviflorus, který je rozšířen od jižní Afriky až po Demokratickou republiku Kongo a Keňu. Nejdále na sever, do Súdánu, zasahuje Cyrtanthus sanguineus, který má nespojitý areál v jižní a východní Africe. Tento druh náleží společně s druhem Cyrtanthus contractus mezi nejběžnější jihoafrické druhy.
Cyrtantusy rostou převážně v nepříliš suchých oblastech. Vyhledávají vlhčí stanoviště a nejčastěji se vyskytují v blízkosti vodních toků a ve vyšších horských polohách.

## Ekologické interakce
Tvar a zbarvení květů různých druhů cyrtantusů jsou dosti různorodé, což souvisí s vazbou na odlišné typy opylovačů. Kapské druhy s červenými, široce nálevkovitými květy jsou klasicky opylovány velkým babočkovitým motýlem Aeropetes tulbaghia, červenokvěté druhy s úzkou korunní trubkou navštěvují také strdimilové, zejména strdimil dvoupruhý (Nectarinia chalybea). Smetanově zbarvené, vonné květy některých druhů s úzkou korunní trubkou přitahují zejména různé můry.
Řada druhů vykvétá v období po periodických letních požárech vegetace, některé druhy dokonce nekvetou, pokud se nedostanou do kontaktu s ohněm. Příkladem takového druhu, silně spojeného s periodickými požáry fynbosové vegetace, je Cyrtanthus ventricosus. Rostliny vykvétají již několik málo dní po požáru, přičemž je lhostejno v které části roku se oheň objeví. V kontrolovaném experimentu se květní stvoly začaly vynořovat nad povrch půdy již 3. den po ošetření rostlin kouřem a do deseti dní všechny pokusné rostliny plně rozkvetly. Květní orgány se v cibuli zakládají každoročně, avšak bez stimulace ohněm zakrňují. Podobnou ekologickou vazbu mají např. i druhy Cyrtanthus contractus a Cyrtanthus odorus.

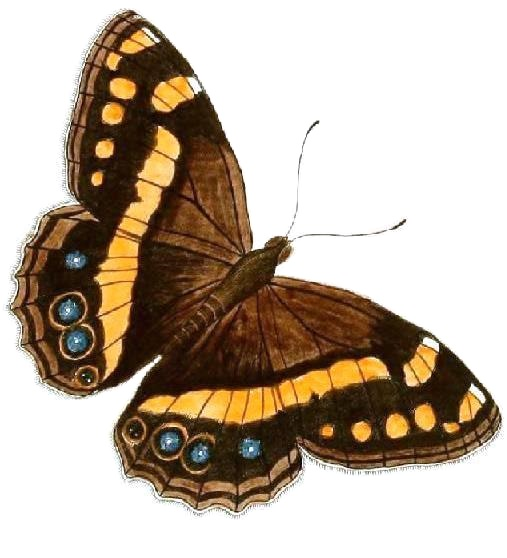
Babočkovitý motýl Aeropetes tulbaghia
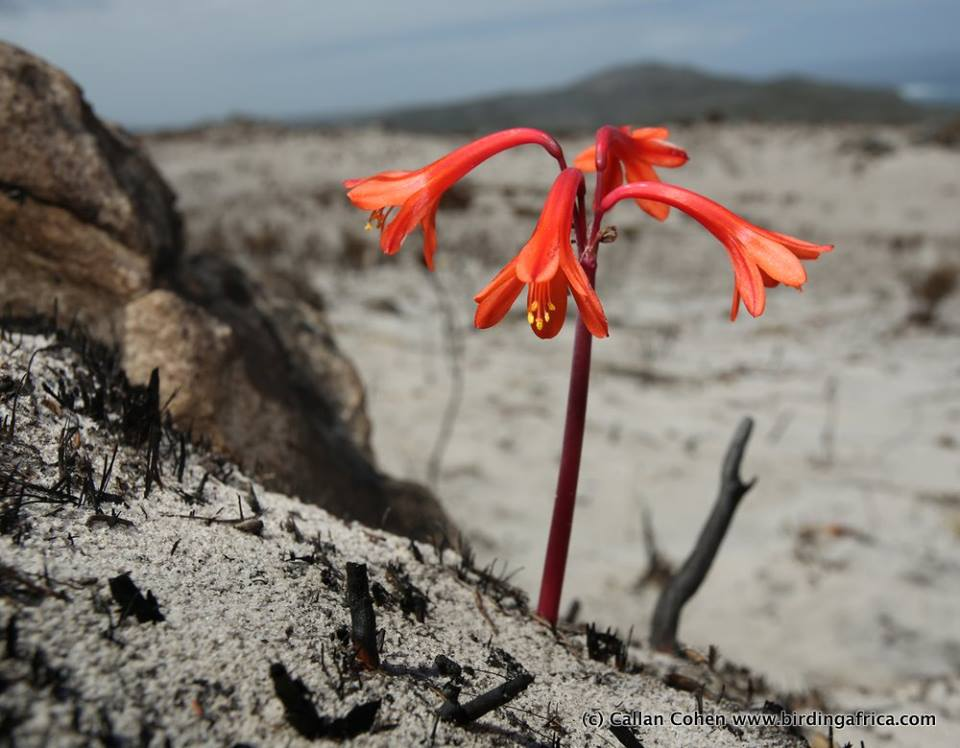
Cyrtanthus ventricosus vykvétající po požáru

## Zajímavosti
Nálezy některých druhů v kvetoucím stavu jsou velmi sporadické, což souvisí s jejich vazbou na požáry. Výzkum takových druhů v terénu je v podstatě limitován pouze na oblasti, kterými prošel v nedávné době oheň. Po rozsáhlých požárech, které se v roce 1999 rozšířily v horách západního a jižního Kapska, byla do horského pásma Outeniqua v jižním Kapsku uspořádána výzkumná výprava a přinesla objev nového druhu, Cyrtanthus debilis.

## Obsahové látky a jedovatost
Hlavními obsahovými látkami cyrtantusů jsou alkaloidy a hemolytické saponiny, které jsou obsaženy zejména v cibuli. Otrava se projevuje zvracením a průjmy a nemívá fatální průběh. Po biochemické stránce je asi nejlépe prostudovaným druhem Cyrtanthus elatus. Byla zjištěna řada různých alkaloidů, mezi jinými galanthamin, zefyrantin, hemanthamin, hemanthidin a vallotin.

## Taxonomie
Rod Cyrtanthus je v rámci čeledi Amaryllidaceae řazen do podčeledi Amaryllidoideae. V současné taxonomii je vyčleněn do samostatného tribu Cyrtantheae, v minulosti byl součástí tribu Haemantheae. Do rodu Cyrtanthus byl vřazen rod Vallota.

## Význam

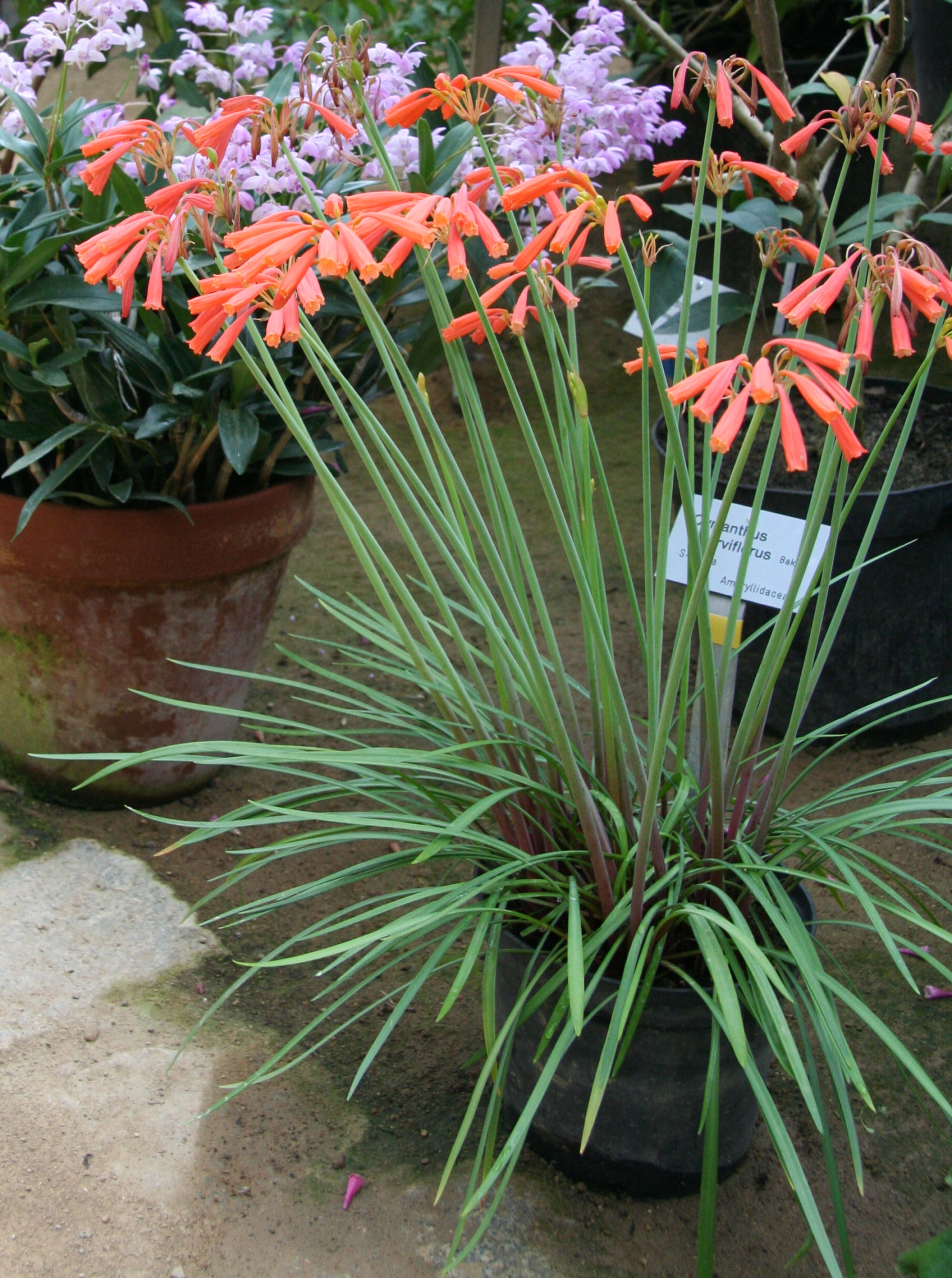
Cyrtanthus brachyscyphus

Cibule různých druhů cyrtantusů jsou využívány v tradiční africké medicíně při chronickém kašli, bolestech hlavy, skrofulóze, lepře aj. Jihoafrické černošky je užívají v průběhu těhotenství a porodu. Kořeny se aplikují na řezné rány a zlomeniny.
Rod cyrtantus zahrnuje celou řadu druhů s velkým okrasným potenciálem. Asi nejznámějším druhem je Cyrtanthus elatus, v minulosti pěstovaný pod názvem Vallota speciosa, později též jako Cyrtanthus purpureus. Je to půvabná, nezatahující, v létě kvetoucí cibulovina s velkými, červenými, nálevkovitými květy. Existuje též růžovokvětá varieta. Rostlina je po celém světě komerčně pěstována k řezu. Poněkud podobné květy má též Cyrtanthus sanguineus.
Jedním z nejsnáze pěstovatelných druhů je Cyrtanthus brachyscyphus, dříve známý pod názvem C. parviflorus. Je to drobnější, stálezelený druh s oranžovočervenými trubkovitými květy a úzkými listy. Kvete na jaře. Dalším pěstovaným druhem je Cyrtanthus mackenii se žlutými, oranžovými, růžovými nebo smetanovými trubkovitými květy. Zajímavé, svěšené, trubkovité, vícebarevné a až 7 cm dlouhé květy má Cyrtanthus obliquus.

## Pěstování
Cyrtantusy jsou vesměs vhodné k pěstování spíše v květináčích než ve volné půdě. Dlouhodobější pěstování mnohých druhů je nesnadné a zatahující druhy je často obtížné přivést ke květu. Stálezelené druhy se vesměs pěstují snáze. Byla vypěstována též celá řada kříženců a okrasných kultivarů.
Klíčem k úspěšnému pěstování cyrtantusů je zejména přiměřená zálivka, nároky jsou u různých druhů různé. Při přemokření nebo nevhodné zálivce v dormantním období dochází snadno ke hnilobě kořenů, což následně zasáhne i cibuli. Většina zatahujících druhů zatahuje v zimě a v tomto období vyžadují sucho. I stálezelené druhy potřebují v zimním období omezení zálivky. Přes léto je stálezelené i zatahující druhy vhodné zalévat tak, aby mezi jednotlivými zálivkami substrát téměř vyschnul.
Obecně se cyrtantusům daří v lehkém zástinu, příp. na stanovišti osluněném jen po část dne. Jsou však mezi nimi i druhy upřednostňující plné výsluní (např. C. brachyscyphus, C. obliquus) nebo naopak druhy spíše stínomilné (C. eucallus, C. labiatus). Podmínkou úspěšného pěstování těchto rostlin je dobře propustná půda, do spodní části květináče je vhodné dát drenáž. Nároky na obsah humusu v substrátu jsou u různých druhů různé. Snadno pěstovatelné druhy C. breviflorus a C. sanguineus prospívají v půdě složené z dílu zahradního kompostu a dílu písku. Obtížně pěstovatelné druhy vesměs vyžadují písčitější půdy. Cibule není vhodné přesazovat každým rokem, neboť rostliny mají vytrvalé dužnaté kořeny, které se přesazením poškodí a rostlina se oslabí. Některé druhy vyžadují, aby část cibule vyčnívala ze substrátu (C. sanguineus), jiné je možno zanořit mělce pod povrch (C. angustifolius). Cibuli C. obliquus je třeba nechat ze 2/3 vyčnívat ze substrátu. Rostliny se ve vegetační době přihnojují zředěným hnojivem s vyšším obsahem draslíku a sníženým obsahem dusíku.
Množí se výsevem semen nebo odnožemi. Semena je třeba vysévat brzy po sklizni, neboť mají krátkou životnost. Vysévají se mělce pod povrch písčité, sterilizované zeminy a umisťují v zástinu. Některé druhy vytvářejí při bázi cibule dceřiné cibulky, které je možno rovněž použít k množení.